# ديانية

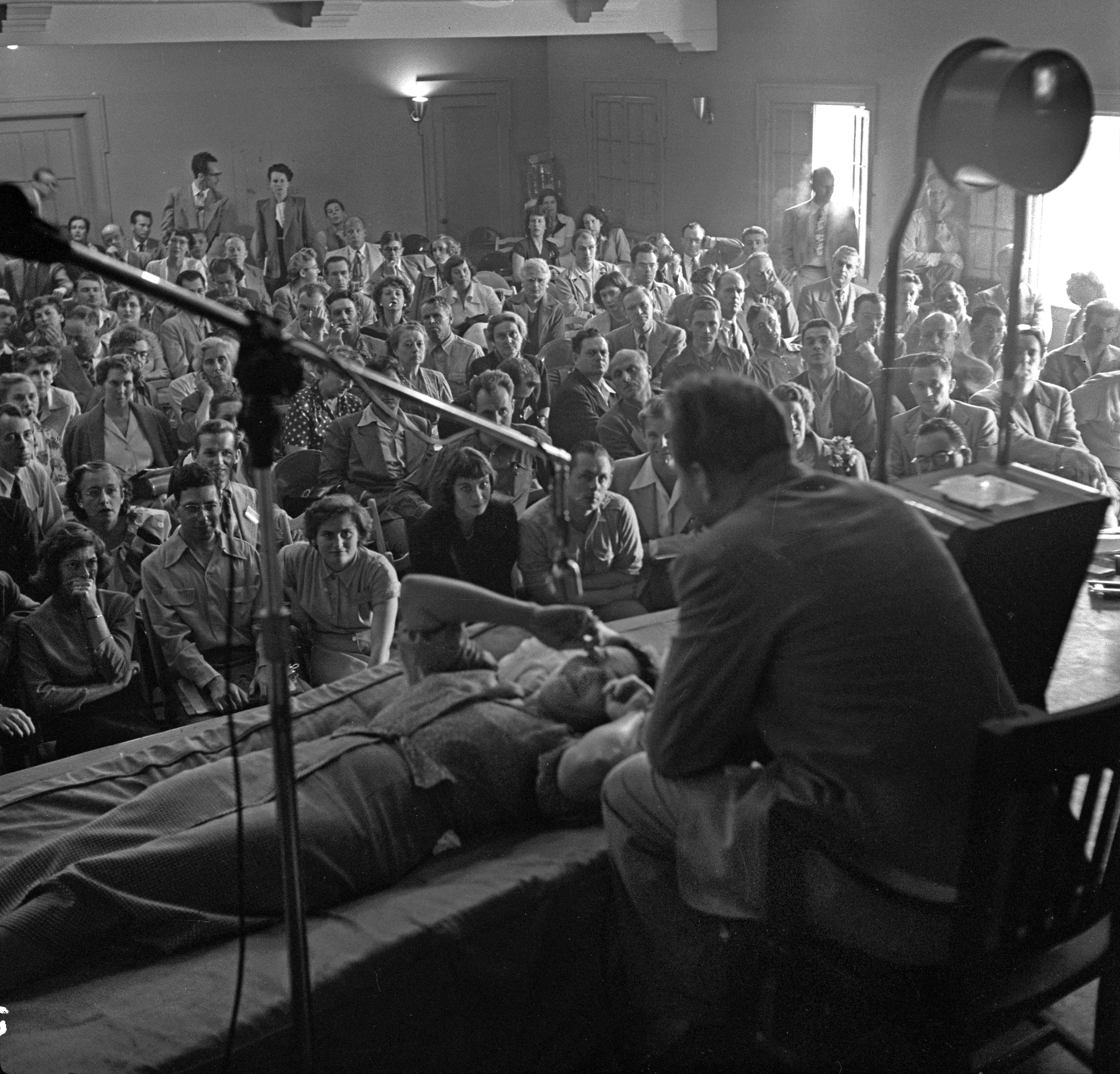
يقدم هوبارد ندوة حول الديانية في لوس أنجلوس عام 1950

الديانية (من dia اليونانية، وتعنى «من خلال»، و nous، وتعنى «العقل») هي مجموعة من الأفكار والممارسات المتعلقة بالعلاقة الميتافيزيقية بين العقل والجسم التي أنشأها كاتب الخيال العلمي هوبارد. تمارس الديانية من قبل أتباع ديانة السينتولوجيا، وأمة الإسلام (اعتبارًا من عام 2010)،  ومجموعات أخصائيي الديانية.
تقسم الديانية العقل إلى ثلاثة أجزاء: «العقل التحليلي» الواعي، «العقل التفاعلي» اللاواعي، والعقل الجسدي. الهدف من الديانية هو محو محتوى «العقل التفاعلي»، الذي يعتقد السيانتولوجيون أنه يتعارض مع أخلاقيات الشخص ووعيه وسعادته وعقله. يسمى الإجراء لتحقيق هذا المحو «بالتدقيق» حيث يقوم المدقق بطرح سلسلة من الأسئلة (أو الأوامر) والإجابات تساعد الشخص على تحديد والتعامل مع تجارب الماضي المؤلمة،  التي يعتقد العلماء أنها مضمون «العقل التفاعلي».
يعتقد ممارسو الديانية أن «مبدأ الوجود الأساسي هو البقاء على قيد الحياة»  وأن الشخصية الأساسية للبشر صادقة وذكية وجيدة.  يتم تشويه الدافع نحو الخير والبقاء من خلال الانحرافات  «تتراوح من عصب بسيط إلى حالات ذهانية مختلفة إلى أنواع مختلفة من أنماط السلوك الاجتماعي.» طور هوبارد الديانية مدعيا أنه يمكن القضاء على هذه الانحرافات.
عندما صاغ هوبارد الديانية، وصفها بأنها «مزيج من التكنولوجيا الغربية والفلسفة الشرقية». قال إنها «تشكل جسراً بين»علم التحكم الآلي واللفظات العامة (general semantics، مجموعة من الأفكار حول التعليم نشأت عن ألفريد كورزيبسكي، والتي حظيت باهتمام كبير في عالم الخيال العلمي في الأربعينيات) - وهو ما ينفيه علماء علم الدلالات العامة،  بما في ذلك هاياكاوا، الذين أعربوا عن انتقادهم الشديد لالديانية في وقت مبكر من عام 1951. ادعى هوبارد أن الديانية يمكن أن تزيد من الذكاء، والقضاء على العواطف غير المرغوب فيها وتخفيف مجموعة واسعة من الأمراض التي يعتقد أنها نفسية. ومن بين الحالات التي يُزعم أنها عولجت التهاب المفاصل والحساسية والربو وبعض الصعوبات التاجية ومشاكل العين والقرحة والصداع النصفي و «الانحراف الجنسي» (والتي تضمنت بالنسبة إلى هوبارد الشذوذ الجنسي)، وحتى الموت. أكد هوبارد أن «ذكريات التجارب الجسدية والعاطفية المؤلمة تتراكم في منطقة معينة من العقل، مما يسبب المرض والمشاكل العقلية.» لقد علّم أنه «بمجرد تطهير هذه التجارب من خلال الإجراءات الشافية التي طورها، يمكن للشخص تحقيق الصحة والذكاء الفائقين». كما عرف هوبارد بشكل مختلف الديانية بأنها «تكنولوجيا الشفاء الروحي» و «علم الفكر المنظم».

## المفاهيم الأساسية
في كتاب «الديانية: العلم الحديث للصجة العقلية» (Dianetics: The Modern Science of Mental Health)، يصف هوبارد التقنيات التي يقترحها أنها يمكن أن تخلص الأفراد من المخاوف والأمراض النفسية الجسدية. الفكرة الأساسية هي أن العقل يتكون من جزأين: «العقل التحليلي» و «العقل التفاعلي». «العقل التفاعلي»، وهو العقل الذي يعمل عندما يكون الشخص غير واعٍ جسديًا، يعمل كسجل من الصدمات والألم والذكريات الضارة الأخرى. مثل هذه التجارب المخزنة في «العقل التفاعلي» يطلق عليها اسم «الانغرامات». يتم اقتراح الديانية كوسيلة لمحو هذه الانغرامات في العقل التفاعلي لتحقيق حالة وضوح.  
وصف هوبارد الديانية بأنها «علم فكر منظم مبني على البديهيات المحددة: بيانات القوانين الطبيعية وفقًا لترتيب العلوم الفيزيائية». في أبريل 1950، قبل الإصدار العام لـلديانية، كتب: «حتى الآن، تم علاج أكثر من مئتي مريض؛ من بين تلك المئتي حالة، تم الحصول على مائتي علاج».
في الديانية، يوصف العقل اللاشعوري أو التفاعلي على أنه مجموعة من «الصور الذهنية»، والتي تحتوي على التجربة المسجلة للحظات ماضية من عدم الوعي بما في ذلك جميع التصورات الحسية والمشاعر المعنية، بدءاً من التجارب السابقة للولادة والرضاعة والطفولة، حتى المشاعر المؤلمة المرتبطة بالأحداث من حياة الماضي والثقافات خارج كوكب الأرض. يتضمن نوع الصورة الذهنية التي تم إنشاؤها أثناء فترة من عدم الوعي التسجيل الدقيق لتجربة مؤلمة. وصف هوبارد هذه الظاهرة بأنها انغرامات، وعرفها بأنها «تسجيل كامل للحظة من اللاوعي التي تحتوي على ألم بدني أو عاطفة مؤلمة وجميع التصورات».

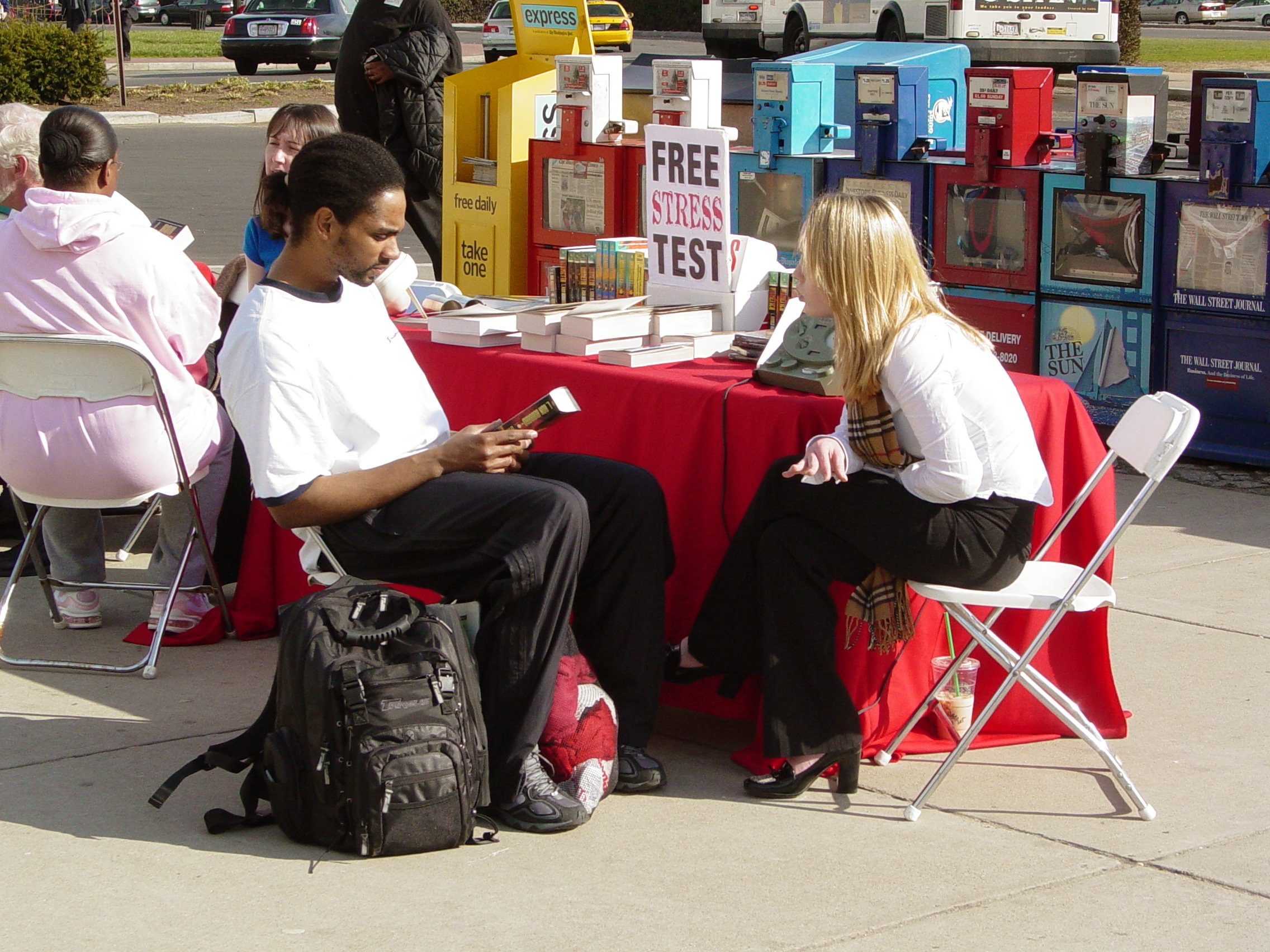
مجموعة من السيونتولوجيين تشرح الديانية في محطة الاتحاد في واشنطن، DC

إجراء العلاج الدينية (المعروف باسمالتدقيق) هو نشاط لشخصين. يقوم شخص واحد، يسمى «المدقق»، بتوجيه الشخص الآخر، المسمى «ما قبل الإزالة». وظيفة ما قبل الإزالة هي النظر إلى العقل والتحدث إلى المدقق. يلاحظ المدقق بما يقوله «ما قبل الإزالة» ويقوم بالتحكم في العملية، ليكون انتباه الـ«ما قبل الإزالة» الكامل على عمله وعلى وعي عما يجري.
يجلس المدقق وما قبل الإزالة متواجهين بعضها البعض. ثم يتم القيام بإحدى عشرة خطوة مميزة: 
- 1. يؤكد المدقق لـ «ما قبل الإزالة» بأنه سيكون على دراية تامة بكل ما يحدث أثناء الجلسة.
- 2. يتم إعطاء الـ«ما قبل الإزالة» التعليمات لإغلاق عينيه، حيث يدخل في حالة ما يسمى «خيالية الدانية» ومن دلالاتها «ارتعاش الرموش». خلال الجلسة، يبقى الـ«ما قبل الإزالة» في وعيه الكامل ويحتفظ بذاكرة ما يقوم به حتى بعد الجلسة.
- 3. يقوم المدقق بتثبيت «الإلغاء»، وهي تعليمة تهدف إلى الإلغاء التام لأي شكل من أشكال الاقتراحات الإيجابية التي يمكن أن تحدث عن طريق الخطأ. يتم ذلك بالقول «في المستقبل، عندما أنطق كلمة» ملغاة «، سيتم إلغاء كل شيء قلته لك أثناء وجودك في جلسة علاج ولن يكون لها أي تأثير عليك. أي اقتراح قد أقدمه لك سيكون بلا تأثير عندما أقول كلمة» ملغاة«. هل تفهم؟»
- 4. ثم يطلب المدقق من الـ«ما قبل الإزالة» تحديد تذكر دقيق لشيء ما حدث الـ«ما قبل الإزالة» في ماضيه: «حدد موقع الحادث الذي تشعر أنه بإمكانك مواجهته بشكل مريح.»
- 5. ثم يدعوه المحقق «متابعة الحادث وقول كل ما يحدث أثناء سردك للحادث».
- 6A. يوجه المراجع تعليمات إلى «ما قبل الإزالة» إلى أن يتذكر أكبر قدر ممكن من الحادث، يطلب تكراره عدة مرات «حتى يصبح الـ«ما قبل الإزالة» مبتهجا حيال ذلك».
- 6B. عندما يكون "الـ«ما قبل الإزالة» مبتهجًا، يطلب المدقق منه تحديد حادثة آخرى قائلا: "دعنا نعثر على حادثة أخرى تشعر أنك تستطيع مواجهتها بشكل مريح." تتكرر العملية الموضحة في الخطوتين 5 و 6 أ حتى يتم الوصول إلى الحد الزمني لجلسة التدقيق (عادة ساعتان أو نحو ذلك).
- 7. بعد ذلك يتم توجيه الإرشادات إلى «العودة إلى الوقت الحاضر».
- 8. يتحقق المدقق للتأكد من أن الـ«ما قبل الإزالة» يشعر بأنه في «الوقت الحالي»، أي أنه لا يعيش ذكرى حادثًة سابقًة.
- 9. يعطي المدقق تعليمة الإلغاء: «جيد جدا. ألغيت.»
- 10. يطلب المدقق من الـ«ما قبل الإزالة» بالشعور باليقظة والعودة إلى الوعي الكامل بمحيطه: «عندما أعد من خمسة إلى واحد وأفرقع أصابعي، ستشعر باليقظة. خمسة، أربعة، ثلاثة، اثنان، واحد.»(يفرقع الأصابع)

## نقد
اجتذب كتاب هوبارد الأصلي حول الديانية مراجعات نقدية للغاية من كتاب ومنظمات علمية وطبية. أصدرت جمعية علم النفس الأمريكية قرارًا في عام 1950 يدعو «الانتباه إلى حقيقة أن هذه الادعاءات لا تدعمها أدلة تجريبية من النوع المطلوب لإنشاء التعميمات العلمية». بعد ذلك، لم تحقق الديانية أي قبول كنظرية علمية، وأشار العلماء إلى أنها مثال على العلوم الزائفة 
- تقرير الطبيب عن الديانية
- شارك في تقديم المشورة
- متر E
- التدقيق (السيانتولوجيا)
- ببليوغرافيا السيانتولوجيا

## روابط خارجية
- الموقع الرسمي